# Eamonn Loughran
Pour les articles homonymes, voir Loughran.
Eamonn Loughran est un boxeur nord-irlandais né le 5 juin 1970 à Ballymena.

## Carrière
Passé professionnel en 1987, il remporte le titre vacant de champion du monde des poids welters WBO le 16 octobre 1993 en battant aux points Lorenzo Smith. Loughran conserve sa ceinture contre Alessandro Duran, Manning Galloway, Angel Beltre et Tony Gannarelli puis s'incline dès le premier round face à José Luis López le 13 avril 1996. Il met un terme à sa carrière après ce combat sur un bilan de 26 victoires, 2 défaites et 1 match nul.